# Avatar Press
Avatar Press ist ein unabhängiger US-amerikanischer Comicverlag, der 1996 von William A. Christensen gegründet wurde und seinen Sitz in Rantoul, Illinois, hat.
Avatar publizierte zunächst nur Miniserien, jedoch wurde das Produktangebot seitdem stark erweitert. Derzeit veröffentlicht Avatar mehrere fortlaufende Serien, darunter Doktor Sleepless und Gravel, beide von Warren Ellis.

## Übersicht
Avatar Press hat ein bemerkenswert großes Angebot an „Bad Girl“-Comicserien wie beispielsweise Pandora, die von vielen als Flaggschiff-Charakter angesehen wird. Andere „Bad Girl“-Comics basieren auf den Figuren Hellina, Lookers, The Ravening und Brian Pulidos Lady Death.
Als Teil der Bemühungen, den Ruf als „Bad Girl“-Verleger zu festigen, bot man einer Reihe bekannter Autoren die Möglichkeit, eigene Comics ohne jegliche Restriktion bezüglich des Inhalts zu veröffentlichen. Zu den Autoren, die dieses Angebot wahrnahmen, gehören unter anderem Frank Miller, Warren Ellis, Alan Moore und Garth Ennis.
In letzter Zeit übernahm das Unternehmen die Veröffentlichung von Comicadaptionen namhafter Science-Fiction- und Horrorproduktionen aus Film und Fernsehen, beispielsweise RoboCop, Die Nacht der lebenden Toten und Freitag der 13. 
Avatar hat außerdem eine starke Webpräsenz, startete Warren Ellis’ Webcomic FreakAngels und die Comic-News-Seite BleedingCool, geführt von Rich Johnston.

## Titel
Die bei Avatar geführten Titel können in drei Bereiche unterteilt werden.

### „Bad Girl“
Bemerkenswerte „Bad Girl“-Comics (oft von  William A. Christensen and Mark Seifert verfasst) sind:
- Pandora, Flaggschiff-Charakter von Avatar
- Hellina
- William Tuccis Shi
- The Ravening
- Lookers
- Mike Deodatos Jade Warriors
- Rob Liefelds Avengelyne, Glory, The Coven
- Marat Mychaels Demonslayer
- Tim Vigils Webwitch
- Brian Pulidos Lady Death (bekannt durch Chaos! Comics), Belladonna, War Angel, Unholy, und Gypsy
- Medieval Lady Death
- Everette Hartsoe's Razor
- Jungle Fantasy, in der Hauptrolle Fauna von der Threshold-Serie „Fauna, Jungle Girl“
- Twilight (wurde zusammen mit Twilight: Live Wire, in Twilight: Raw nachgedruckt)
- Mike Wolffer's Widow

### Adaptionen

#### Lizenzierte Serien
Erwähnenswerte Adaptionen lizenzierter Werke sind:
Science-Fiction-Serien wie:
- Frank Miller's RoboCop, basierend auf dessen ungenutzten Scripten für RoboCop 2 und RoboCop 3
- Stargate, sowohl Stargate – Kommando SG-1 als auch Stargate Atlantis
- Species

Horrorserien wie:
- Friday the 13th
- A Nightmare on Elm Street
- The Texas Chainsaw Massacre
- George A. Romeros Night of the Living Dead

#### Andere Medien
Adaptionen aus anderen Medien (und Nachdrucke):
- Alan Moore:
  - Another Suburban Romance
  - The Courtyard
  - The Courtyard Companion
  - Glory
  - Hypothetical Lizard
  - Light of Thy Countenance[2]
  - Magic Words
  - Nightjar
  - A Small Killing
  - Writing for Comics
  - Yuggoth Cultures and Other Growths
- Joe R. Lansdale:
  - The Drive-in
  - By Bizarre Hands
- George R. R. Martin:
  - Fevre Dream
  - The Skin Trade

### Originalwerke
Avatar veröffentlichte auch Originalwerke von Comicautoren:
- Jamie Delano:

- Narcopolis
- Rawbone

- Warren Ellis:
  - Aetheric Mechanics
  - Anna Mercury
  - Apparat
  - Atmospherics
  - Bad Signal
  - Bad World
  - Blackgas
  - Black Summer
  - Captain Swing and the Electrical Pirates of Cindery Island
  - Crécy
  - Dark Blue
  - Doktor Sleepless
  - Frankenstein's Womb
  - FreakAngels
  - Gravel
  - ilium
  - Ignition City
  - No Hero
  - Scars
  - Supergod
  - Wolfskin

- Garth Ennis:
  - 303
  - Chronicles of Wormwood
  - Crossed[5]
  - Dicks
  - Streets of Glory

- Christos Gage:
  - Absolution[6]

- Kieron Gillen:
  - The Heat[7]

- Steven Grant:
  - My Flesh is Cool
  - Mortal Souls

- Jenni Gregory:
  - Dreamwalker

- Rich Johnston:
  - Rich Johnston's Holed Up

- Mark Millar:
  - The Unfunnies

- Alan Moore:
  - Neonomicon
  - Providence

- Eric Powell:
  - The Goon

- John A. Russo:[8]
  - Escape of the Living Dead[9]

- Tim Vigil:
  - Faust
  - Cuda: An Age of Metal and Magic
  - Webwitch